# Euromonnaie
Pour les articles homonymes, voir Euro.
Une euromonnaie ou eurodevise est une monnaie détenue en compte dans une banque située hors du pays d'émission de ladite devise. On parlera ainsi d'eurodollars pour des comptes en dollars hors des États-Unis ou d'euroyens pour un compte en yens hors du Japon.

## Origine de l'expression
Cet usage du préfixe euro est une conséquence indirecte de la guerre froide. Il remonte aux années 1950, quand l'Union soviétique décida par précaution de détenir ses avoirs en dollars dans des banques situées à Londres, plutôt que sur le territoire des États-Unis eux-mêmes, afin de mieux en éviter une éventuelle confiscation. C'est donc depuis Londres qu'elle les plaçait sur le marché monétaire américain. Dans les banques américaines, on appela improprement ces fonds venus de l'étranger des eurodollars, contraction de European Dollars et l'expression resta. Elle fut par la suite étendue aux autres devises : des euroyens sont ainsi des yens détenus par une banque hors du Japon.

## Euro-obligations
L'usage du préfixe euro- a été étendu en 1963 aux obligations (« euro-obligations », en anglais : eurobonds) émises ailleurs que dans le pays d'origine de la devise dans laquelle elles sont libellées.

### Une origine fiscale américaine
La législation fiscale américaine fut changée en juillet 1963 (introduction de l'interest equalization tax) dans le but de décourager la levée de fonds aux États-Unis par des emprunteurs non-résidents, y compris d'ailleurs les filiales étrangères des multinationales américaines. Jusque-là, les besoins internationaux de financement en dollar US étaient couverts par l'émission d'obligations à New York. En conséquence les émissions internationales d'obligations en dollars se déplacèrent en Europe, essentiellement à Londres, où ces aspects fiscaux n'existaient pas et où les investisseurs potentiels abondaient. Le marché euro-obligataire était né.
Le premier emprunt euro-obligataire fut l'emprunt Autostrade 5,50 % 1978, d’un montant de 15 millions de dollars et d’une durée de 15 ans, introduit à la bourse de Luxembourg le 17 juillet 1963.

### Un développement intra-européen
Il était nécessaire de faire coter quelque part (en anglais : to list et donc, en franglais des marchés de capitaux, lister) les obligations ainsi émises. La Bourse de Luxembourg offrit un service peu cher, souple et pratique qui s'imposa rapidement.
Le système ainsi mis en place pour les émissions en dollars se répandit aux devises européennes, mais pas pour les mêmes raisons. 
- Du côté des emprunteurs, il s'agissait d'émettre moins cher ou pour des durées plus courtes que sur les marchés obligataires européens domestiques, qui étaient hautement règlementés, dotés de commissions fixes importantes, soumis à des autorisations administratives et à des interdictions diverses.
- Du côté des prêteurs, le système était théoriquement destiné aux seuls 
  - investisseurs professionnels, ce qui permettait donc de se passer des coûteux canaux d'émission nationaux destinés à protéger les particuliers ;
  - mais il intéressait aussi au plus haut point parmi les investisseurs particuliers ceux attirés par l'évasion fiscale. Pour les informer des nouvelles émissions, les banques en sont venues à employer un moyen détourné de publicité, la publication de tombstones - littéralement : pierres tombales. Celles-ci comportaient les caractéristiques de l'emprunt, la mention All the securities having been sold, this announcement appears as a matter of record only, c'est-à-dire « Toutes ces obligations ont été vendues - Publication pour information seulement » et... la liste des banques participant au syndicat d'émission, où l'on pouvait donc acheter lesdites obligations. C'est le dentiste belge qui s'est imposé comme cliché universel pour désigner l'acheteur particulier d'euro-obligations.

### Organisation professionnelle
L' AIBD (Association of International Bond Dealers) a été créée en 1968 par les principales entreprises actives sur le marché des euro-obligations. En 1992, elle a changé son nom en ISMA, International Securities Market Association, et, en 2005, elle est devenue l'International Capital Market Association.,

### Euromoney
Euromoney est un magazine consacré à l'origine aux euro-obligations et maintenant aux marchés financiers en général. Le magazine interprofessionnel du marché obligataire est l'IFR, International Financing Review publié par Thomson Corporation.